# Marita Lindahl

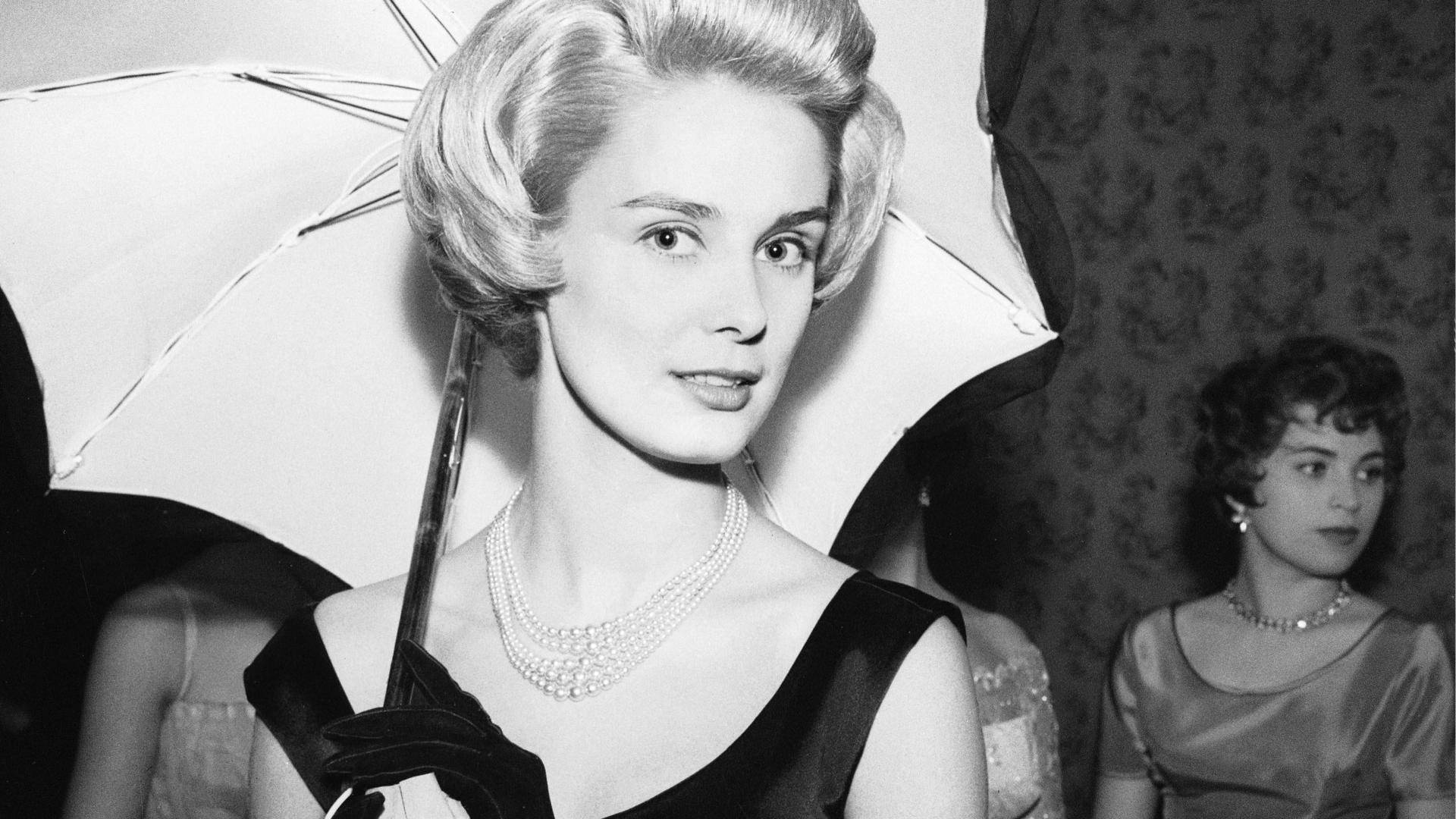
Marita

Marita Lindahl (17 de outubro de 1938 - 21 de março de 2017, Helsinki, Finlândia) é uma modelo e rainha de beleza finlandesa que venceu o concurso Miss Mundo 1957.  
Ela foi a primeira de seu país - e até 2021 a única - a vencer este concurso .

## Biografia
Foi casada durante 50 anos com o publicitário Martti Kirsitie e morreu em 21 de março de 2017.  

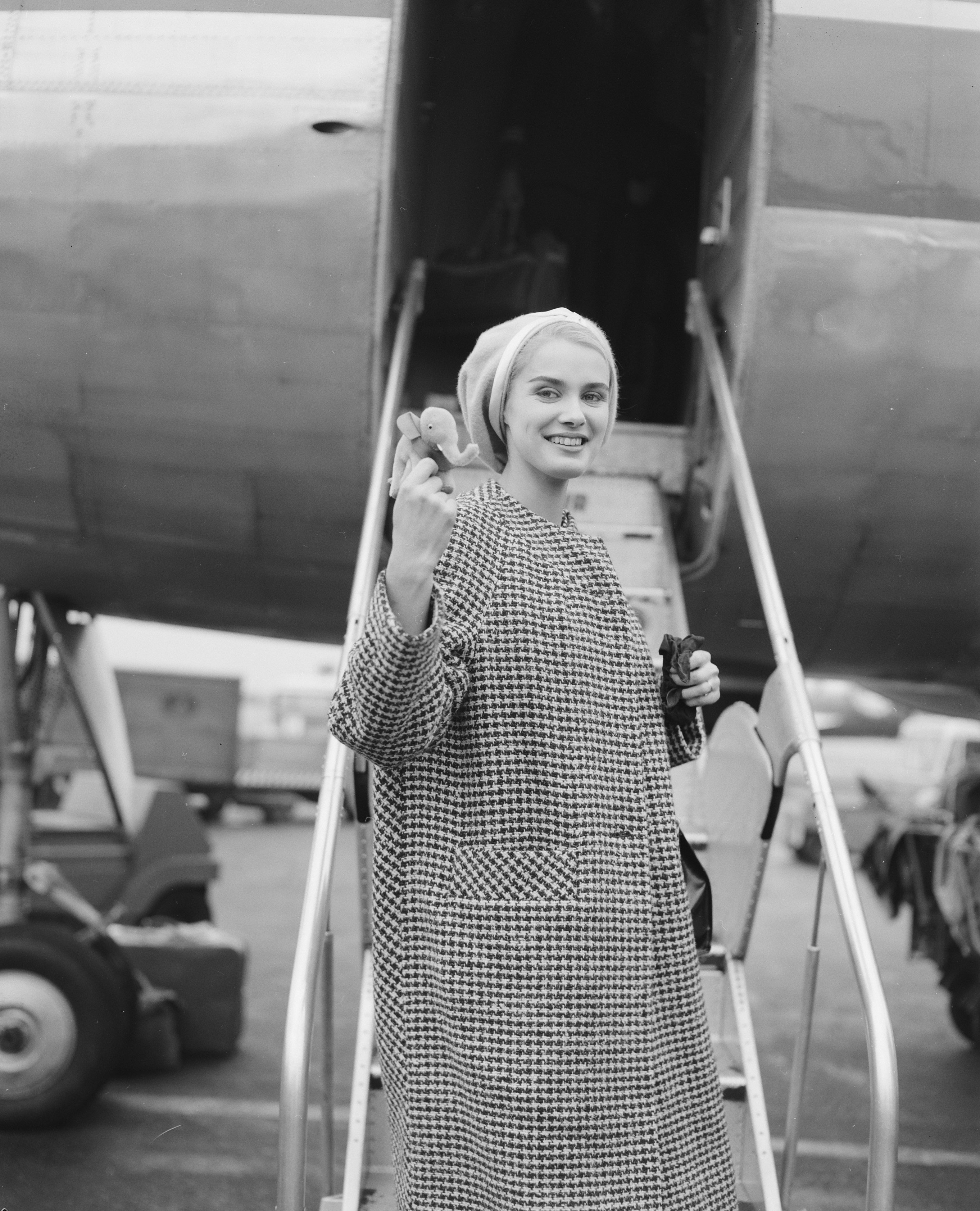
Marita logo depois de vencer o Miss Mundo

## Participação em concursos de beleza

### Miss Finlândia 1957
Marita venceu o Miss Finlândia 1957, o que lhe deu o direito de ir ao Miss Europa e ao Miss Mundo. 

### Miss Europa 1957
Marita ficou em segundo lugar neste concurso, atrás apenas de Corine Rottschäfer.  

### Miss Mundo 1957
Venceu o Miss Mundo 1957 com apenas 18 anos de idade, derrotando outras 22 concorrentes. 
Segundo o India Times, Eric Morley, diretor do Miss Mundo até sua morte, disse que ela tinha uma beleza comparável a de Greta Garbo. 

## Vida após os concursos
Trabalhou como modelo e esteve na capa de diversas revistas, tendo sido convidada por Federico Fellini para ser atriz. No entanto, aos poucos foi deixando a vida pública, priorizando a privacidade e a família. 
Em 2013, o India Times escreveu que, devido a seu senso empreendedor, ela chegou a ter um dos mais conhecidos restaurantes de Helsinki. 

## Curiosidades
- No Miss Europa, Marita foi vice de Corine Rottschäfer, que dois anos depois venceria o Miss Mundo 1959. [6]